# Jumaine Jones
Jumaine Lanard Jones (Cocoa Beach, 10 febbraio 1979) è un ex cestista statunitense, professionista nella NBA e in Europa.

## Carriera
Conosciuto come "Thrilla from Camilla", giocò nella high school della minuscola città di Camilla, Georgia. Passò due anni all'University of Georgia, diventando il primo sophomore a guidare la Southeastern Conference nella classifica punti dai tempi di Vern Fleming nel 1984. Inoltre, fu il primo sophomore nella storia della scuola a realizzare mille punti dopo Dominique Wilkins nel 1981. In quello stesso anno, fu selezionato per rappresentare gli Stati Uniti ai Goodwill Games del 1998.
Si dichiarò eleggibile per il draft NBA 1999 e venne scelto dagli Atlanta Hawks come 27ª scelta assoluta, ma fu immediatamente ceduto ai Philadelphia 76ers, dove militò per due stagioni, una delle quali terminò con le NBA Finals. Dopo l'esperienza a Philadelphia, giocò due stagioni nei Cleveland Cavaliers, prima di essere girato ai Boston Celtics. A Boston, patì un infortunio all'inizio della stagione 2003-04, per cui partecipò a poche partite. Nel 2004 passò ai Los Angeles Lakers, nello scambio che portò Gary Payton ai Celtics. Il 26 ottobre 2005, fu ceduto agli Charlotte Bobcats in cambio della seconda scelta del futuro draft. Il 31 agosto 2006, firmò un contratto annuale con i Phoenix Suns, nei quali fece anche sporadiche apparizioni nel ruolo di guardia. Come free-agent, siglò un accordo annuale con i New Jersey Nets il 1º ottobre 2007 ma fu svincolato lo stesso mese. Dal 24 ottobre divenne un giocatore della Eldo Napoli, giocando per la prima volta in carriera in un campionato europeo, dove conclude la stagione con 17,9 punti di media (con un massimo di 29), con da 8,4 rimbalzi (con un massimo di 13), doti che portano la squadra campana del Presidente Maione ad un passo dai play-off. Dopo Napoli e una brevissima parentesi nei play-off del campionato libanese, firma un contratto con l'Olimpia Milano e contemporaneamente firma anche per i russi del Ural Great Perm. Per questo motivo, l'8 settembre 2008 la FIBA decide di squalificare il cestista per un anno, squalifica che decorrerà dal 25 agosto del 2008.
Decorsa l'applicazione della sanzione l'ex Bulldog di Georgia continua la sua esperienza in giro per l'Europa sottoscrivendo un contratto con i russi dell'Ural Great Perm', franchigia della Superliga A. Dopo 15 partite tra campionato ed Eurocup si ritrova nuovamente senza contratto, e dopo una brevissima parentesi a Guaynabo, a Porto Rico, è la Pepsi Juve Caserta a riportarlo in Italia. 
Le prime prestazioni sono positive, il resto della stagione è una continua escalation, considerando anche il 7/8 da tre in casa di Pesaro e il derby contro Avellino, vinto praticamente quasi da solo.
Nei play-off la Pepsi Juve Caserta trova la Virtus Roma, e Jones nelle prime due gare casalinghe mette la sua firma nel 2-0 in favore dei campani, catturando 35 rimbalzi (17,5 per gara) e un 24 di media nella valutazione. In gara-3 a Roma, Jones trascina la Pepsi con 30 punti e 16 rimbalzi, per un totale di 50 di valutazione. 
Nella serie di semifinale contro l'Armani Jeans Milano il suo rendimento cala vistosamente anche a causa della particolare cura con cui la formazione milanese si dedica alla sua marcatura. Unico acuto della serie, il canestro da tre ad 8" dalla fine di gara-3, con il quale regalerà la vittoria alla Pepsi Juve Caserta ed il momentaneo vantaggio nella serie, persa poi per 3-2.
Pochi giorni dopo l'eliminazione dai play-off ufficializzerà il rinnovo del contratto con la squadra casertana anche per la stagione 2010-11.
Ha chiuso la stagione 2010-2011 con la Pepsi Caserta arrivando sino ai quarti di finale dell'Eurocup e venendo eliminati dai russi dell'UNICS Kazan', poi vincitori del trofeo nella Final Four di Treviso.
Nell'estate del 2011 passa alla Victoria Libertas Pesaro, dove raggiunge le semifinali scudetto contro l'Armani Jeans Milano.
Il 22 agosto 2012 annuncia personalmente su Twitter il suo passaggio al Bnei HaSharon, poi ha una nuova breve parentesi a Porto Rico, quindi per la stagione 2013-2014 vola al Levski Sofia in Bulgaria dove viene nominato MVP delle Final Four della Lega Balcanica.
Nell'ottobre 2014 annuncia il definitivo ritiro dall'attività agonistica, ma nel successivo mese di dicembre torna in attività con l'ingaggio in Messico da parte dei Titánicos de León.

## Statistiche

### College
| Anno      | Squadra          | PG | PT | MP   | TC%  | 3P%  | TL%  | RP  | AP  | PRP | SP  | PP   |
| --------- | ---------------- | -- | -- | ---- | ---- | ---- | ---- | --- | --- | --- | --- | ---- |
| 1997-1998 | Georgia Bulldogs | 35 | 34 | 29,5 | 45,3 | 35,5 | 78,5 | 8,5 | 0,9 | 0,9 | 0,5 | 14,7 |
| 1998-1999 | Georgia Bulldogs | 30 | 29 | 34,4 | 44,5 | 34,8 | 72,6 | 9,5 | 1,2 | 1,1 | 0,7 | 18,8 |
| Carriera  | Carriera         | 65 | 63 | 31,8 | 44,9 | 35,1 | 75,1 | 9,0 | 1,0 | 1,0 | 0,6 | 16,6 |

### NBA

#### Regular Season
| Anno      | Squadra             | PG  | PT  | MP   | TC%  | 3P%  | TL%  | RP  | AP  | PRP | SP  | PP   |
| --------- | ------------------- | --- | --- | ---- | ---- | ---- | ---- | --- | --- | --- | --- | ---- |
| 1999-2000 | Philadelphia 76ers  | 33  | 0   | 4,2  | 37,9 | 50,0 | 61,1 | 1,2 | 0,2 | 0,2 | 0,2 | 1,7  |
| 2000-2001 | Philadelphia 76ers  | 65  | 0   | 13,3 | 44,4 | 33,3 | 75,5 | 2,9 | 0,5 | 0,5 | 0,2 | 4,7  |
| 2001-2002 | Cleveland Cavaliers | 81  | 36  | 26,4 | 44,8 | 31,0 | 66,2 | 6,0 | 1,4 | 0,9 | 0,6 | 8,3  |
| 2002-2003 | Cleveland Cavaliers | 80  | 12  | 27,6 | 43,4 | 35,4 | 68,7 | 5,1 | 1,4 | 0,8 | 0,3 | 9,8  |
| 2003-2004 | Boston Celtics      | 42  | 2   | 8,9  | 34,4 | 29,5 | 60,9 | 1,6 | 0,3 | 0,3 | 0,2 | 2,2  |
| 2004-2005 | L.A. Lakers         | 76  | 23  | 24,1 | 43,2 | 39,1 | 73,3 | 5,2 | 0,9 | 0,6 | 0,3 | 7,6  |
| 2005-2006 | Charlotte Bobcats   | 76  | 42  | 27,5 | 40,5 | 34,3 | 72,7 | 4,9 | 0,8 | 0,9 | 0,3 | 10,2 |
| 2006-2007 | Phoenix Suns        | 18  | 0   | 7,7  | 27,5 | 31,3 | 100  | 1,3 | 0,1 | 0,3 | 0,1 | 2,2  |
| Carriera  | Carriera            | 471 | 115 | 20,8 | 42,4 | 34,9 | 70,4 | 4,2 | 0,9 | 0,7 | 0,3 | 7,1  |

#### Playoffs
| Anno     | Squadra            | PG | PT | MP   | TC%  | 3P%  | TL%  | RP  | AP  | PRP | SP  | PP  |
| -------- | ------------------ | -- | -- | ---- | ---- | ---- | ---- | --- | --- | --- | --- | --- |
| 2000     | Philadelphia 76ers | 4  | 0  | 2,0  | 33,3 | 0,0  | -    | 0,0 | 0,0 | 0,0 | 0,0 | 0,5 |
| 2001     | Philadelphia 76ers | 23 | 14 | 19,4 | 41,6 | 25,0 | 71,4 | 3,7 | 0,7 | 0,4 | 0,5 | 5,5 |
| 2004     | Boston Celtics     | 2  | 0  | 14,0 | 33,3 | 0,0  | -    | 2,5 | 1,0 | 0,0 | 0,0 | 2,0 |
| Carriera | Carriera           | 29 | 14 | 16,7 | 41,0 | 22,2 | 71,4 | 3,1 | 0,7 | 0,3 | 0,4 | 4,6 |

## Palmarès
- Lega Balcanica: 1

Levski Sofia: 2013-14
- Campionato bulgaro: 1

Levski Sofia: 2014
- Coppa di Bulgaria: 1

Levski Sofia: 2014